# РСМ-15 Robust
РСМ-15 "Robust" український одномісний літак. Є надлегким високопланом, призначеним для особистого використання, навчально-тренувальних, спортивних польотів, може застосовуватися для патрулювання і аеровізуальних спостережень. Після встановлення додаткового устаткування можливе застосування в сільському господарстві. Можна встановити устаткування для безпілотного управління.

## Виробник
Розроблений у 2004 році і виготовлений у 2006 році українським підприємством ПАТ "Завод Ремсчетмаш".
- 84200 Україна, Донецька область, м. Дружківка вул. Привокзальна, 5

## Технічні характеристики літака
- Модифікація   РСМ-15
- Розмах крила, м   8.94
- Довжина, м   5.47
- Висота, м   1.72
- Площа крила, м²   10.60
- Маса пустого, кг   175
- Маса максимальна злітна, кг  340
- Тип двигуна   1 ПД Hirth-2703
- Потужність, к.с.   1 х 55
- Максимальна швидкість, км/г   200
- Крейсерська швидкість, км/г   180
- Практична дальність, км   1000
- Швикопідйомність, м/хв   420
- Практична стеля, м   4000
- Макс. експлуатаційне перевантаження   6
- Екіпаж, чол   1

## Опис конструкції літака
Фюзеляж - вуглепластиковий монокок з тонкою обшивкою, виготовленою монолітно зі стрингерами та шпангоутами Z-подібного перерізу. Обшивка має різну товщину залежно від функціонального призначення та сприйманих навантажень. Перерізи стрингерів, шпангоутів і відстані між ними змінні.
Прямокутне крило має профіль Р-III - 16% з хордою 1200 мм, утримується одним підкосом з дюралюмінієвої труби 48х2 мм. Закінцівки закруглені, обтічної форми. Розмах крил в 9 метрів забезпечує високу скоропідйомність і низькі злітно-посадкові швидкості.
Управління елеронами диференційоване; вони відхиляються на різні кути і лобик піднятого елерона опускається під крило. Це дозволяє виконувати координований розворот, не використовуючи педалі.
Товщина обшивки крила в лобовій частині і між лонжеронами - 0,48 мм, в інших місцях - 0,3 мм.
У-образні лонжерони двотаврового змінного перерізу сходяться в точці кріплення підкосу. Розмір полиць двотаврів змінюється від 25х6 мм до їх повного зникнення на кінцях крил. Товщина стінки лонжерона змінюється від 12 до 0,5 мм.
Двигун Hirth - 2703 повітряного охолодження, двокарбюраторний, потужністю 55 к.с. Має шестерний редуктор G - 50 з i=2,59. Паливо - автомобільний бензин з октановим числом не менше 95 в суміші з моторною оливою 1:50. Можливе встановлення інших двигунів.
Кабіна дуже простора шириною 750 мм, розрахована на пілота зростом до 188 см. Педалі паралелограмного типу, переставні під зріст пілота. Відстань від спинки сидіння до педалей 1300 ...1400 мм. Лобове скло забезпечене регульованим обдуванням.
Двері розташовані з правого боку, мають по контуру 3 замки і забезпечені амортизатором на випадок різкого відкриття поривом вітру.
Сидіння анатомічне з кутом нахилу спинки 15 градусів. Спинка сидіння силова, виконує роль шпангоута. У верхній частині є кріплення заднього лонжерона.
У літаку місце пілота і бензобаків в крилах обрано так, що вага пілота і кількість палива не впливає на центрування літака. Триммер керма висоти відсутній. Чотири бензобаки в крилах "розвантажують" вузли кріплення крил до фюзеляжу. Паливо може поступати в карбюратори самоплинно при відмові бензонасоса. Система живлення забезпечена фільтром, пожежним краном, краном зливу палива і конденсату, витратним бачком. Бензобаки сполучаються з атмосферою через сифон, встановлений над фюзеляжем.
Центр ваги літака знаходиться вище осі гвинта, що дає адекватну реакцію на зміну оборотів двигуна при збільшенні і зменшенні тяги гвинта. При збільшенні тяги гвинта літак прагне підняти ніс. Крім того центр ваги розташований в 30 мм позаду 0,25 САХ, а фокус на 0,43 САХ, тому центрування літака можна вважати ідеальним.
Носове колесо 400х100 мм самоорієнтовне. Половини обертання колеса достатньо для його переорієнтації з крайнього положення в нейтральне. Вуглепластикова вилка обертається на дюралюмінієвій трубі діаметром 48х2 мм. На всіх режимах зльоту і посадки ефект шиммі не спостерігається.
Основні колеса 400х100 мм встановлені на пластиковій ресорі й забезпечені дисковими гідрогальмами.
Моторний відсік пластиковий, не горить (містить добавку в епоксидну смолу) з двома знімними капотами. Для розсіювання місцевого нагріву покритий алюмінієвою фольгою. У верхній частині моторного відсіку розташована монолітна з фюзеляжем коробчата балка, до якої на подушках прикріплено двигун. У нижній точці моторного відсіку є дренаж. Кількість повітря, яке охолоджує двигун, регулюється на виході з моторного відсіку, що запобігає обмерзанню карбюраторів. Витрата повітря регулюється з кабіни.